# Bombus griseocollis
Bombus griseocollis (saknar svenskt namn) är en insekt i överfamiljen bin (Apoidea) och släktet humlor (Bombus) som lever i Nordamerika.

## Beskrivning
Drottning och arbetare har svart huvud samt gul päls på ovansidan av mellankroppen och på de två främsta tergiterna (dock med en tunn skiljelinje av svart mellan segmenten). Det andra bakkroppssegmentet kan dra åt brunt. De övriga tergiterna är vanligtvis svarta, även om det sällsynt förekommer att de i stället är rödaktiga. Hanen påminner om honorna, men har ett till största delen gult huvud med stora ögon. Det förekommer även att färgen på andra tergiten övergår till rödbrunt på den bakre delen. Drottningen har en längd på mellan 21 och 23 mm, arbetarna 10 till 18 mm, och hanen 15 till 19 mm. Tungan är medellång. 

## Ekologi
Habitaten utgörs av gräsmarker, ängar, prärier, jordbruksmark, våtmarker, parker och trädgårdar.
Humlan flyger mellan februari och augusti. Arten är polylektisk, den besöker blommande växter från många olika familjer som ärtväxter (kronillsläktet, Dalea, sötväpplingar, klövrar och vickrar), verbenaväxter (verbenasläktet), oleanderväxter (sidenörtssläktet), fackelblomsväxter (fackelblomstersläktet, kransblommiga växter (temyntor) samt vattenhyacintväxter (pontederiasläktet).

Boet kan läggas både ovan jord och underjordiskt. Hos denna humla hjälper hanarna till vid skötseln av avkomman genom att, precis som drottningen och sina systrar arbetsbina, värma pupporna med hjälp av muskelgenererad värme.
Till skillnad från hanarna hos de flesta humlor, flyger hanarna hos denna art inte runt en bestämd bana, utan de etablerar sig på höga objekt i naturen där de spanar efter honor, och flyger an dem när de upptäcker dem.

## Utbredning
Bombus griseocollis finns från södra Kanada och större delen av USA med undantag av norra Michigan, nordvästra Minnesota, nordligaste North Dakota, norra Montana, nordligaste Idaho och sydvästra USA från södra Kalifornien, delar av Arizona och New Mexico samt till västra Texas.